# 東哥倫比亞大廈

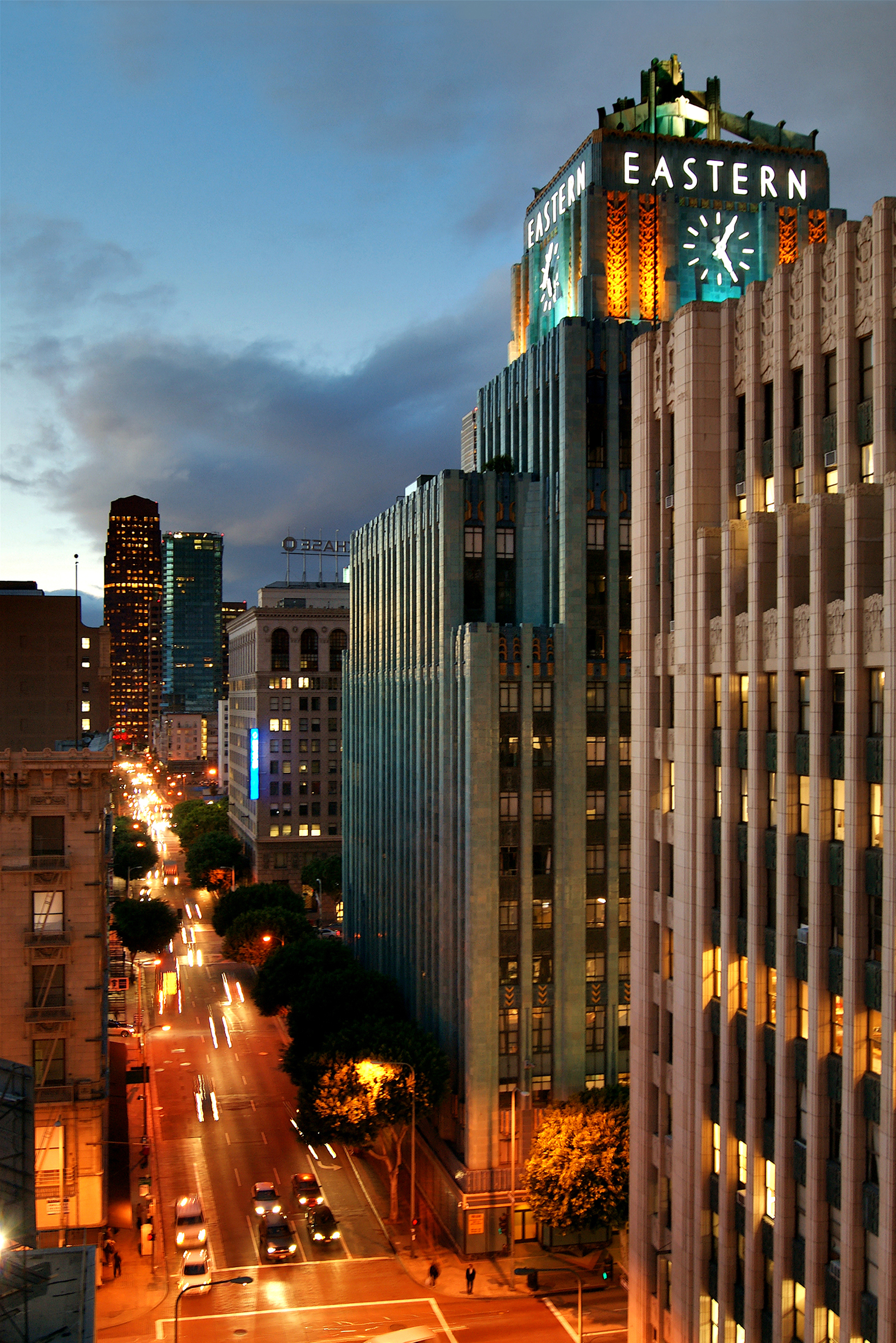

東哥倫比亞大廈（Eastern Columbia Building）是美國洛杉矶的一座十三層的裝飾藝術風格建築，由克勞德·比爾曼設計，位於百老匯劇院區的南百老匯849號。该建筑工期僅有九個月，在1930年9月12日開業，耗資125萬美元建造 。東哥倫比亞大廈修建当时，洛杉矶实施限高政策，建筑高度不得超过150英尺（46），但该建筑的钟楼因为是装饰性部分而得到豁免，高度有264英尺（80）。